# Kastélli (kommunhuvudort i Grekland)
Kastélli är en kommunhuvudort i Grekland.   Den ligger i prefekturen Nomós Irakleíou och regionen Kreta, i den sydöstra delen av landet, 300 km söder om huvudstaden Aten. Kastélli ligger 338 meter över havet och antalet invånare är 1 828.
Terrängen runt Kastélli är varierad.Runt Kastélli är det ganska glesbefolkat, med 43 invånare per kvadratkilometer. Närmaste större samhälle är Goúvai, 11,5 km norr om Kastélli. == Kommentarer ==
1. ↑  Framräknat ur variansen i alla höjduppgifter (DEM 3") från Viewfinder Panoramas, inom 10 km radie.[2] Mer om algoritmen finns här: Användare:Lsjbot/Algoritmer.